# Psittaculinae
Psittaculinae é uma subfamília de papagaios pertencentes à família Psittaculidae, cujos membros vivem na Ásia, além dos membros da tribo Micropsittini.

## Taxonomia
- Tribo Polytelini
  - Gênero Alisterus
  - Gênero Aprosmictus
  - Gênero Polytelis
- Tribo Psittaculini
  - Gênero Psittinus
  - Gênero Geoffroyus
  - Gênero Prioniturus
  - Gênero Tanygnathus
  - Gênero Eclectus
  - Gênero Psittacula
- Tribo Micropsittini
  - Gênero Micropsitta